# Günther Komanovits
Günther Komanovits (* 11. Juni 1941 in Wiener Neustadt) ist ein ehemaliger österreichischer Fußballspieler.

## Karriere

### Vereine
Komanovits spielte zunächst bis 1961 für den ASKÖ Hirm, bevor er zur Saison 1961/62 zum ASV Siegendorf wechselte. In der Regionalliga Ost, der zweithöchsten Spielklasse im österreichischen Fußball, bestritt er 17 Punktspiele, in denen er vier Tore erzielte. Er debütierte am 27. August 1961 (1. Spieltag) bei der 0:2-Niederlage im Auswärtsspiel gegen den SC Pinkafeld. Bereits am 3. September 1961 (2. Spieltag) beim 3:1-Sieg im Heimspiel gegen den BSV Voith erzielte er mit den Treffern zum 1:0 in der 30. und zum 2:0 in der 72. Minute seine ersten beiden Tore. 
Nach Hirm zurückgekehrt, spielte er in der Saison 1962/63 ein zweites Mal für den ASKÖ Hirm. Anschließend wechselte er zum SV Deutschkreutz, mit dem er am Saisonende 1963/64 aus der drittklassigen Landesliga Burgenland in die Regionalliga Ost aufstieg. Mit der Rückkehr des Vereins in die Landesliga Burgenland, schloss er sich zur Saison 1965/66 dem SC Eisenstadt an, mit dem er am Ende der Folgesaison in die Nationalliga aufstieg und die Spielklasse soeben noch halten konnte, wie auch am Saisonende 1968/69. Dieses Ziel gelang in der Saison 1969/70 nicht mehr. Nach dem Abstieg in die Regionalliga Ost kehrte sein Verein nach nur einer Saison aus dieser in die Nationalliga zurück; er hingegen verblieb in der Regionalliga Ost, da er sich für den in seiner Geburtsstadt spielenden 1. Wiener Neustädter SC entschied und am Saisonende 1971/72 seine Spielerkarriere beendete.

### Nationalmannschaft
Komanovits kam 1967 für die Amateurnationalmannschaft im Wettbewerb um den UEFA Amateur Cup zum Einsatz, an dessen Ende der Pokalgewinn stand. Am 18. Juni gehörte er der Finalmannschaft an, die in Palma mit 2:1 über die Amateurnationalmannschaft Schottlands gewann.

## Erfolge
- Europameister der Amateure 1967
- Meister Regionalliga Ost 1967 und Aufstieg in die Nationalliga